# Kalajevo (Prijedor)
Kalajevo (szerbül:  Калајево), horvát falu Bosznia-Hercegovinában, Bosanska krajina területén, Prijedor községben, a Szerb Köztársaságban. 

## Fekvése
Bosznia-Hercegovina északnyugati részén, Banja Lukától légvonalban 49, közúton 64 km-re nyugat-északnyugatra, községközpontjától légvonalban 7, közúton 10 km-re nyugat-délnyugatra fekvő dombvidéken, 200 – 300 méteres tengerszint feletti magasságban fekszik. 

## Népessége
| Nemzetiségi csoport | Népesség 1991 | Népesség 2013 |
| ------------------- | ------------- | ------------- |
| Szerb               | 2             | 1             |
| Bosnyák             | 0             | 30            |
| Horvát              | 167           | 47            |
| Jugoszláv           | 3             | 0             |
| Egyéb               | 0             | 0             |
| Összesen            | 172           | 78            |

## Története
A település 1878-ig tartozott az Oszmán Birodalomhoz, ekkor a berlini kongresszus határozata alapján az Osztrák-Magyar Monarchia része lett. A monarchia szétesésével 1918-ben előbb a Szerb-Horvát-Szlovén Királyság, majd 1929-től a Jugoszláv Királyság része. Jugoszlávia megszállása után a falu a Független Horvát Állam (NDH) része lett. 
1945-től a település a szocialista Jugoszlávia része volt. 1963-ig a település Ljubija része volt. A boszniai háború idején a település a Boszniai Szerb Köztársasághoz tartozott. A JNA katonái és a tartalékos rendőrök a Kalajevo melletti erdőben körülbelül 100 férfit tartóztattak le, és a Miška Glava-i központba vittek, ahol fogvatartották és különböző módokon bántalmazták őket. A daytoni békeszerződést követő területfelosztásnál a település Prijedor község részeként a Szerb Köztársaság területéhez került. 

## Nevezetességei
Szent Mihály arkangyal tiszteletére szentelt római katolikus temploma a temetőben található. A templomot 1992-ben lerombolták és sokáig romos volt. 2001-ben új templomot építettek, amelyet védőszentjének ünnepén, 2001. szeptember 29-én áldottak meg.